# Самтер (Южная Каролина)
Са́мтер (англ. Sumter) — город в штате Южная Каролина, США. Административный центр одноимённого округа. Население Самтера составило 40 520 человек по данным переписи населения 2010 года. Город назван в честь Томаса Самтера.

## Географическое положение
Самтер расположен в центральной части Южной Каролины, в 65 км к востоку от Колумбии, в 130 км к северу от Чарлстона и в 375 км к востоку от Атланты.

## Демография
По данным переписи населения 2010 года, население Самтера составило 40 520 человек.
Расовый состав города:
- белые — 44,4 %
- афроамериканцы — 48,6 %
- индейцы — 0,4 %
- азиаты — 2,2 %
- Смешанные расы: 2,6 %